# Discografie van Anti-Flag
| Discografie van Anti-Flag | Discografie van Anti-Flag |
| ------------------------- | ------------------------- |
| Studioalbums              | 10                        |
| Livealbums                | 1                         |
| Verzamelalbums            | 6                         |
| Videoalbums               | 1                         |
| Ep's                      | 4                         |
| Splitalbums               | 8                         |
| Singles                   | 17                        |
| Videoclips                | 13                        |

De discografie van Anti-Flag, een Amerikaanse punkband, bestaat uit tien studioalbums, een livealbum, zes verzamelalbums, een videoalbum, vier ep's, acht splitalbums en zeventien singles. Ook heeft de band dertien videoclips gemaakt.

## Studioalbums
| Jaar | Titel                        | Label                |
| ---- | ---------------------------- | -------------------- |
| 1996 | Die for the Government       | New Red Archives     |
| 1999 | A New Kind of Army           | Go-Kart Records      |
| 2001 | Underground Network          | Fat Wreck Chords     |
| 2002 | Mobilize                     | A-F Records          |
| 2003 | The Terror State             | Fat Wreck Chords     |
| 2006 | For Blood and Empire         | RCA Records          |
| 2008 | The Bright Lights of America | RCA Records          |
| 2009 | The People or the Gun        | SideOneDummy Records |
| 2012 | The General Strike           | SideOneDummy Records |
| 2015 | American Spring              | Spinefarm Records    |
| 2017 | American Fall                | Spinefarm Records    |
| 2020 | 20/20 Vision                 | Spinefarm Records    |

## Livealbums
| Jaar | Titel                                | Label             |
| ---- | ------------------------------------ | ----------------- |
| 2016 | Live Acoustic at 11th Street Records | Spinefarm Records |
| 2017 | Live Vol. 1                          | A-F Records       |

## Verzamelalbums
| Jaar | Titel                             | Label            |
| ---- | --------------------------------- | ---------------- |
| 1998 | Their System Doesn't Work for You | A-F Records      |
| 2013 | Archives Vol. 1: The Covers       | A-F Records      |
| 2013 | Archives Vol. 2: The Demos        | A-F Records      |
| 2014 | Archives Vol. 3: The B-Sides      | A-F Records      |
| 2014 | A Document of Dissent: 1993-2013  | Fat Wreck Chords |
| 2015 | Cease Fires                       | A-F Records      |

## Ep's
| Jaar | Titel                                  | Label                |
| ---- | -------------------------------------- | -------------------- |
| 1995 | Kill Kill Kill                         | Ripe Records         |
| 2003 | Live at Fireside Bowl                  | Liberation Records   |
| 2007 | A Benefit for Victims of Violent Crime | A-F Records          |
| 2009 | Which Side are You on?                 | SideOneDummy Records |
| 2011 | Complete Control Sessions              | SideOneDummy Records |
| 2013 | 20 Years of Hell Vol. I                | A-F Records          |
| 2013 | 20 Years of Hell Vol. II               | A-F Records          |
| 2013 | 20 Years of Hell Vol. III              | A-F Records          |
| 2014 | 20 Years of Hell Vol. IV               | A-F Records          |
| 2014 | 20 Years of Hell Vol. V                | A-F Records          |
| 2014 | 20 Years of Hell Vol. VI               | A-F Records          |

## Splitalbums
| Jaar | Titel                           | Label                 | Met                   |
| ---- | ------------------------------- | --------------------- | --------------------- |
| 1993 | Rock'n with Father Mike         | eigen beheer          | The Bad Genes         |
| 1996 | Reject                          | A-F Records           | Against All Authority |
| 1996 | God and Country                 | A-F Records           | God Squad             |
| 1996 | North America Sucks!!           | Nefer Records         | d.b.s.                |
| 1997 | I'd Rather be in Japan          | NAT Records           | Obnoxious             |
| 1998 | The Dread/Anti-Flag             | SixWeeks Records      | The Dread             |
| 2002 | BYO Split Series, Vol. 4        | BYO Records           | The Bouncing Souls    |
| 2009 | Sight Unseen/I'm So Sick Of You | DGC Records           | Rise Against          |
| 2013 | Hostage Calm/Anti-Flag          | Run For Cover Records | Hostage Calm          |

## Videoalbums
| Jaar | Titel             | Label       |
| ---- | ----------------- | ----------- |
| 2004 | Death of a Nation | A-F Records |

## Singles
| Jaar | Nummer                                  |
| ---- | --------------------------------------- |
| 2003 | "Turncoat"                              |
| 2004 | "Death of a Nation"                     |
| 2004 | "Post-War Breakout"                     |
| 2006 | "Post-War Breakout"                     |
| 2006 | "1 Trillion Dollar$"                    |
| 2006 | "This Is the End (for You My Friend)"   |
| 2006 | "War Sucks, Let's Party"                |
| 2008 | "The Bright Lights of America"          |
| 2008 | "The Modern Rome Burning"               |
| 2009 | "When All the Lights Go Out"            |
| 2010 | "The Economy Is Suffering...Let It Die" |
| 2012 | "This is the New Sound"                 |
| 2013 | "Broken Bones"                          |
| 2015 | "Brandenburg Gate"                      |